# Europapokal der Landesmeister (Handball) 1985/86
Der Europapokal der Landesmeister 1985/86 war die 26. Austragung des Wettbewerbs, an der 27 Handball-Vereinsmannschaften aus 26 Ländern teilnahmen. Diese qualifizierten sich in der vorangegangenen Saison in ihren Heimatländern für den Europapokal. Im Finale verteidigte Metaloplastika Šabac aus Jugoslawien gegen die polnische Mannschaft von Wybrzeże Gdańsk seinen Titel aus dem Vorjahr erfolgreich.

## Ausscheidungsrunde
|                        | Gesamt |                      | Hinspiel | Rückspiel |
| ---------------------- | ------ | -------------------- | -------- | --------- |
| Initia HC Hasselt      | 27:42  | Helsingør IF         | 15:21    | 12:21     |
| Wybrzeże Gdańsk        | 60:48  | TV Aalsmeer          | 27:25    | 33:23     |
| VfL Gummersbach        | 48:23  | HB Dudelange         | 23:13    | 25:10     |
| HB Liverpool           | 26:78  | SC Magdeburg         | 15:39    | 11:39     |
| Cividin Trieste        | 33:35  | BSV Bern             | 19:14    | 14:21     |
| USM Gagny              | 43:44  | ATSE Graz            | 22:22    | 21:26     |
| IF Urædd               | 49:40  | VIF Vetsmanna        | 19:18    | 30:22     |
| Redbergslids IK        | 63:51  | BK-46 Karis          | 31:21    | 32:30     |
| Hapoel Rishon LeZion   | 46:47  | RK Borac Banja Luka  | 23:22    | 23:25     |
| Yenisehir Horta Ankara | 39:53  | Sportist Kremikovtzi | 23:23    | 16:30     |
| Ionikos Athen          | 31:77  | Bányász Tatabánya    | 20:41    | 11:36     |

FH Hafnarfjörður, Steaua Bukarest, Atlético Madrid, Dukla Prag und Titelverteidiger Metaloplastika Šabac hatten Freilose und zogen direkt in das Achtelfinale ein.

## Achtelfinale
|                      | Gesamt      |                     | Hinspiel | Rückspiel |
| -------------------- | ----------- | ------------------- | -------- | --------- |
| IF Urædd             | 55:59       | SC Magdeburg        | 27:25    | 28:34     |
| Sportist Kremikovtzi | 38:46       | Helsingør IF        | 24:20    | 14:26     |
| Metaloplastika Šabac | 48:44       | RK Borac Banja Luka | 26:18    | 22:26     |
| Wybrzeże Gdańsk      | 49:40       | BSV Bern            | 26:20    | 21:26     |
| Bányász Tatabánya    | 47:53       | Dukla Prag          | 24:24    | 23:29     |
| Steaua Bukarest      | (A)39:39(A) | VfL Gummersbach     | 20:16    | 19:23     |
| Atlético Madrid      | 43:24       | ATSE Graz           | 21:14    | 22:10     |
| FH Hafnarfjörður     | 36:56       | Redbergslids IK     | 17:29    | 19:27     |

## Viertelfinale
|                 | Gesamt      |                      | Hinspiel | Rückspiel |
| --------------- | ----------- | -------------------- | -------- | --------- |
| Redbergslids IK | 46:55       | Steaua Bukarest      | 22:23    | 24:32     |
| SC Magdeburg    | 49:63       | Metaloplastika Šabac | 23:25    | 26:38     |
| Dukla Prag      | (A)31:31(A) | Atlético Madrid      | 18:15    | 13:16     |
| Wybrzeże Gdańsk | 53:41       | Helsingør IF         | 28:20    | 20:21     |

## Halbfinale
|                 | Gesamt |                      | Hinspiel | Rückspiel |
| --------------- | ------ | -------------------- | -------- | --------- |
| Steaua Bukarest | 41:45  | Metaloplastika Šabac | 124:22 1 | 17:23     |
| Atlético Madrid | 42:46  | Wybrzeże Gdańsk      | 21:21    | 21:25     |

## Finale
Das Hinspiel fand am 4. Mai 1986 in der Hali Stoczni von Gdańsk und das Rückspiel am 10. Mai 1986 in der Zorka-Halle von Šabac statt.
|                 | Gesamt |                      | Hinspiel | Rückspiel |
| --------------- | ------ | -------------------- | -------- | --------- |
| Wybrzeże Gdańsk | 51:54  | Metaloplastika Šabac | 29:24    | 23:30     |

### Hinspiel
| Wybrzeże Gdańsk | Wybrzeże Gdańsk | Metaloplastika Šabac | Metaloplastika Šabac |
| | Sonntag, 4. Mai 1986 in Gdańsk (Hali Stoczni) Ergebnis: 29:24 (11:11) Zuschauer: 1.500 (ausverkauft) Schiedsrichter: Peter Rauchfuß, Rudolf Buchda ( DDR) |                      |                      |
| Jarosław Flont, Wiesław Goliat – Daniel Waszkiewicz (9/5), Bogdan Wenta (7/1), Andrzej Małuszkiewicz (8), Roman Zawadzki, Tomasz Lebiedzinski, Jacek Grzenkowicz, Zbigniew Urbanowicz (2), Zbigniew Plechoć (3), Piotr Stodolny, Radosław Wojciechowski Trainer: Zdzisław Czoska | Mirko Bašić , Miloš Karanović – Zlatko Portner (6), Veselin Vuković (3), Miroslav Ignjatović, Zoran Mijatović, Pero Milošević, Jasmin Mrkonja (2), Veselin Vujović (10/3), Mile Isaković (3), Đorđe Rašić, Slobodan Kuzmanovski Trainer: Aleksandar Pavlović |                      |                      |
| Zawadzki (2×), Małuszkiewicz, Stodolny | Bašić (2×), Isaković, Mrkonja, Vuković, Milošević, Mijatović |                      |                      |
| Siebenmeter: 8 Versuche (6 verwandelt) | Siebenmeter: 5 Versuche (3 verwandelt) |                      |                      |

### Rückspiel
| Metaloplastika Šabac | Metaloplastika Šabac | Wybrzeże Gdańsk | Wybrzeże Gdańsk |
| | Samstag, 10. Mai 1986 in Šabac (Zorka-Halle) Ergebnis: 30:23 (15:9) Zuschauer: 4.500 (absoluter Rekord für die Halle) Schiedsrichter: Nilson, Axel Wester ( Schweden) |                 |                 |
| Mirko Bašić , Miloš Karanović – Zlatko Portner (7), Veselin Vuković (2), Miroslav Ignjatović, Zoran Mijatović, Pero Milošević, Jasmin Mrkonja (5), Veselin Vujović (6/1), Mile Isaković (7/3), Đorđe Rašić (3), Slobodan Kuzmanovski Trainer: Aleksandar Pavlović | Wiesław Goliat, Jarosław Flont – Daniel Waszkiewicz (8/7), Jacek Grzenkowicz, Tomasz Lebiedzinski, Bogdan Wenta (5), Zbigniew Plechoć (4), Roman Zawadzki, Zbigniew Urbanowicz (2), Piotr Stodolny (3), Andrzej Małuszkiewicz (1), Radosław Wojciechowski Trainer: Zdzisław Czoska |                 |                 |
| Portner, Rašić, Vujović, Pavlović | Małuszkiewicz |                 |                 |
| Rašić (2×), Portner, Ignjatović, Vujović, Isaković, Bašić | Wenta (2×), Lebiedzinski, Zawadzki, Stodolny |                 |                 |
| Siebenmeter: 7 Versuche (4 verwandelt) | Siebenmeter: 7 Versuche (7 verwandelt) |                 |                 |